# Весельський Юрій Павлович
Ю́рій Па́влович Весе́льський — солдат Збройних сил України, десантник 95-ї окремої аеромобільної бригади, механік-водій БТР-80.

## Життєпис
У зоні проведення антитерористичної операції з квітня 2014 року. 22 червня разом з бійцями 4-ї роти 95-ї аеромобільної бригади колоною супроводжував бойову техніку. Коли напали терористи, БТР, яким Юрій керував, першим прийняв удар із РПГ, що пробив машину. Весельський з перебитими ногами вивів БТР з-під обстрілу — перетиснув собі обидві ноги джгутом. Йому ампутували праву ногу.
Пів року коштом небайдужих людей проходив лікування та реабілітацію в Італії.
7 червня 2015-го призначений позаштатним радником міністра молоді та спорту.

## Нагороди
- орден «За мужність» III ступеня (2.08.2014)